# Draba brachycarpa
Draba brachycarpa är en korsblommig växtart som beskrevs av Thomas Nuttall. Draba brachycarpa ingår i släktet drabor, och familjen korsblommiga växter. Inga underarter finns listade i Catalogue of Life.